# Tomás Gutiérrez Alea
Tomás Gutiérrez Alea, född 11 december 1928 i Havanna, död 16 april 1996 i Havanna, var en kubansk filmregissör och manusförfattare. Han är ansedd som en av Kubas främsta regissörer.
Gutiérrez Alea studerade film vid Centro Sperimentale di Cinematografia i Rom och influerades av den italienska neorealismen. Bland hans tidiga filmer finns El mégano, en dokumentär kortfilm som beslagtogs av polisen för sitt, under Batistaregimen, kontroversiella politiska budskap. Hans genombrott kom efter den kubanska revolutionen 1959, hans första långfilm var Historias de la revolución (1960). Senare hade han framgångar med filmer som En byråkrats död (1966), Minnen från underutvecklingens tid (1968), Den sista måltiden (1976) och Jordgubbar och choklad (1992).

## Filmografi
- 1954: El mégano
- 1960: Historias de la revolición
- 1960: Asamblea general
- 1961: Död åt inkräktaren
- 1966: En byråkrats död
- 1968: Minnen från underutvecklingens tid
- 1972: Una pelea cubana contra los demonios
- 1976: Den sista måltiden
- 1983: Till en viss punkt
- 1988: Brev från parken
- 1992: Jordgubbar och choklad
- 1995: Guantanamera